# رياض أحمد
رياض أحمد (1 يوليو 1951 - 8 مارس 1997)؛ مطرب عراقي.

## النشأة
ولد عبد الرضا مزهر نجم عبد الله السباهي في إحدى قرى التنومة في محافظة البصرة جنوبي العراق، وعشق الغناء والموسيقى منذ صغره، فاشتهر بصوته الجميل الذي يحمل نكهة بيئته الجنوبية العراقية.

## الغناء
كانت بدايته حين التحق بالمسرح العسكري في العام 1971 حيث التقى هناك بمجموعة من الفنانيين والعازفين والموسيقين الذين أشادوا بصوته ونصحوه بالتقدّم إلى الإذاعة. شارك رياض في تلك الفترة بعدد كبير من المسرحيات في وقتها، من بينها مسرحية «الشرارة» عام 1972، من تأليف وإخراج راسم الجميلي ولعب فيها دور الراوي في أداء المواويل. تقدم بعد ذلك إلى لجنة الاختبار في الإذاعة والتلفزيون العراقي حيث اجتاز الامتحان بصعوبة بسبب الضغوط التي تعرض لها في ذلك الوقت.
استطاع في بداياته أن يشكل ثنائيًا مع الملحن جعفر الخفاف وقدما في تلك الفترة أغانٍ عدة، منها: «مجرد كلام»، «آن الأون» و«مرة ومرة»، وهي أغان حققت حضورًا جماهيريًا واسعًا في تلك الفترة. وفازت أغنية «آن الأوان» التي كتبها نزار جواد في منتصف الثمانينيات في مسابقة أفضل أغنية عراقية عام 1986، وهي الأغنية التي حفظها رياض قبل يوم من المسابقة بعد أن أخذها مسجلة بصوت ملحنها جعفر الخفاف الذي ذهل من أداء رياض حيث غناها على نحو أفضل بكثير.

## أعماله

### ألبومات
لديه مجموعة كبيرة من الأغاني وكان يميل إلى الغناء الريفي وغنى بعضًا من الأغاني التراثية العراقية، ومن أغانيه الشهيرة:
- مرة ومرة (من تزعل)
- أنا راسك
- تركتيني
- رغم كل الظروف
- طيبكم طيب جروحي
- ما أريد أشوفك بعد
- مجرد كلام
- يا أعدل الناس
- أحبك ليش
- آن الأوان
- عود الحبيبك عود
- الولد نام
- لا تقولون شمات
- عينه شكبرها
- جوبي الدربيل
- بس أنا شقلت
- حن وأنا حن
- يا ناس دلوني
- ها خويه
- يا ماخذين الولف
- هلا يا نور العين

### التلفزيون
قدّم رياض أحمد للدراما التلفزيونية مقدمات غنائية، ومنها عملان غناهما قبل أن تتوفاه المنية بشهرين وهما:
- أغنية المقدمة لمسلسل «المساعيد» من كلمات كاظم السعدي وألحان سهيل شوقي.[4][5]
- أغنية المقدمة لمسلسل «قلبه في المدينة» من كلمات وألحان سهيل شوقي.[4][5]

## الحياة العائلية
رياض أحمد متزوج وله من الأولاد ابنان هما وسيم وأحمد وابنتان هما رحمة ونعمة، وقد اشتهرت ابنته رحمة رياض في الغناء بعد دخولها المجال الفني في عام 2004.

## وفاته
توفي رياض أحمد في 8 مارس 1997، إثر نوبة قلبية تعرض لها بعد خروجه من إحدى الحفلات، لتتوقف مسيرته الفنية التي أمتدت لأكثر من 25 عامًا.